# Thomas von Fritsch

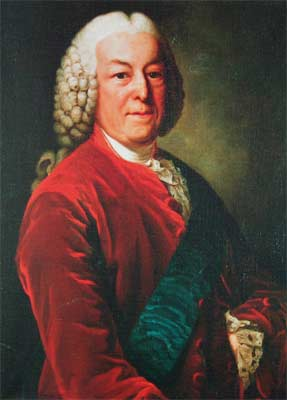
Thomas von Fritsch; Gemälde von Anton Graff, 1772.

Thomas Fritsch, ab 1730 von Fritsch, ab 1742 Freiherr von Fritsch (~ 26. September 1700 in Leipzig; † 1. Dezember 1775 in Dresden) war ein sächsischer Staatsmann des 18. Jahrhunderts. Er gilt als der organisatorische Kopf des sogenannten Rétablissements, das den Wiederaufbau Kursachsens nach dem Siebenjährigen Krieg einleitete.

## Leben

### Herkunft und beruflicher Werdegang
Fritsch war der Sohn des bekannten Leipziger Verlagsbuchhändlers Thomas Fritsch und dessen Ehefrau Johanna Margarete Meyer (um 1675–1737).
Nach dem Jurastudium in Leipzig reiste er durch Deutschland, die Niederlande, Frankreich und England. Schon in seinem 21. Lebensjahr erregte er Aufmerksamkeit durch eine lateinische Dissertation über eine Frage des öffentlichen Rechts: „Exercitatio juris publici de iure imperii in magnum ducatum etruriae“, die 1730 in zweiter, 1741 in dritter und 1744 in vierter Auflage erschien. 1724 erhielt er in Dresden eine Anstellung als Legationssekretär im Geheimen Kabinett, begleitete im Jahre 1725/26 den nach Wien gesandten François Joseph Wicardel Marquis de Fleury et de Beaufort als Legationssekretär und wurde 1727 zum Hof- und Justizrat bei der Landesregierung ernannt. Im Jahre 1732 wurde er zum Geheimen Referendar im Geheimen Konsilium sowie zum Direktor des königlichen Münzkabinetts erhoben. 1739 und 1740/41 war er als Sondergesandter in Frankreich eingesetzt. Aus Unzufriedenheit mit der Politik des Premierministers Heinrich von Brühl schied Fritsch jedoch 1741 aus seinen kursächsischen Ämtern. Kaiser Karl VII. berief ihn 1742 als Reichshofrat nach Frankfurt; Kaiser Franz I. übertrug ihm 1745 das Amt des Reichspfennigmeisters für die ober- und niedersächsischen Reichskreise.

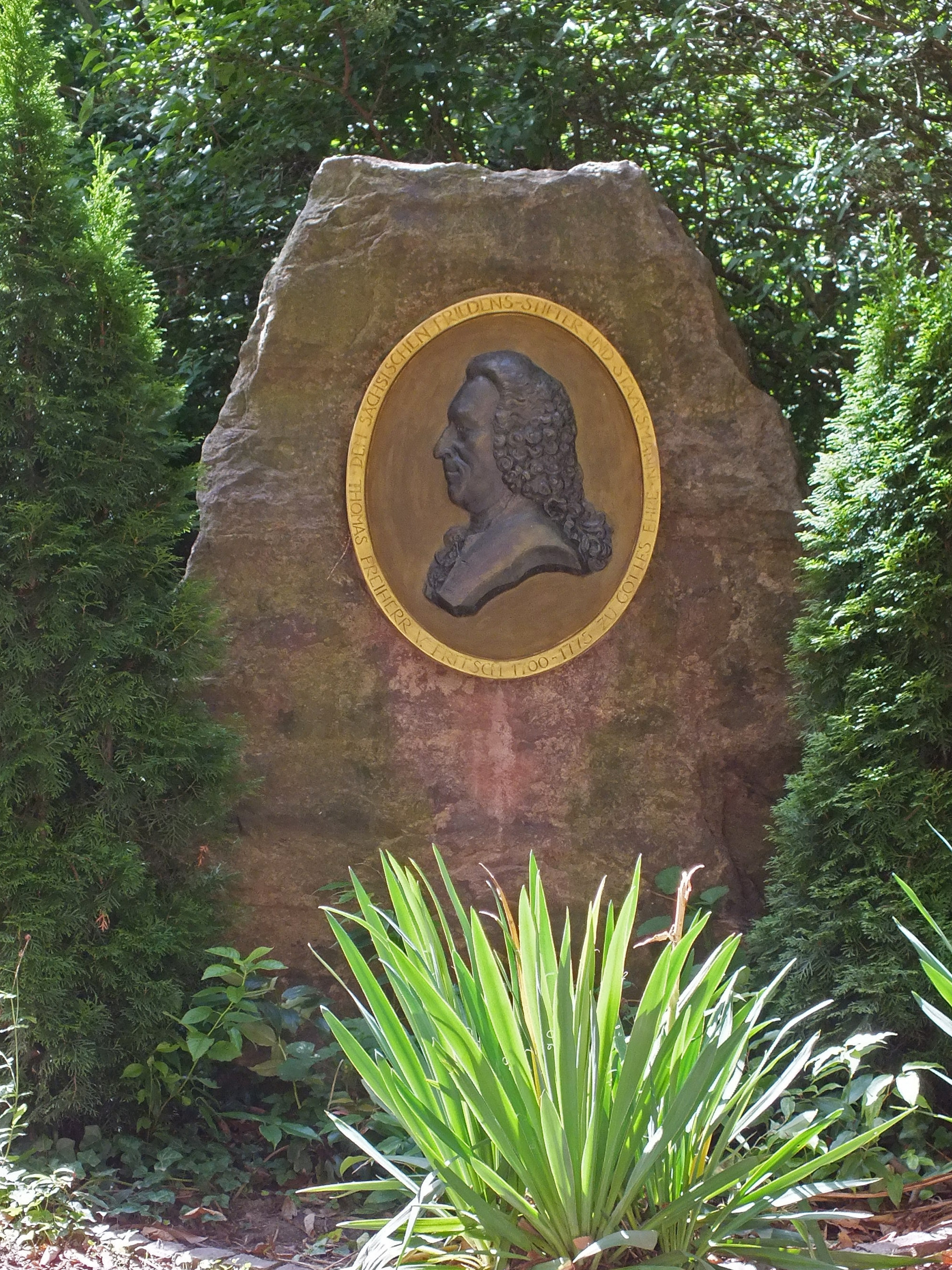
Gedenkstein für Thomas von Fritsch am Schloss Hubertusburg

### Vermittler im Siebenjährigen Krieg
Von der rücksichtslosen Besetzung Kursachsens durch die preußischen Truppen im Siebenjährigen Krieg war auch Fritsch stark betroffen. Seinen Gütern wurden hohe Kontributionen auferlegt; sein Dresdner Stadthaus ging bei der preußischen Bombardierung Dresdens im Juli 1760 in Flammen auf. In dieser Zeit suchte Fritsch erneut den Kontakt zu König August III. und Premierminister Heinrich von Brühl, die sich während des Krieges nach Warschau zurückgezogen hatten. In Briefen an den Premierminister schilderte Fritsch die Not des Landes und drang auf rasche Maßnahmen, um den völligen wirtschaftlichen Zusammenbruch Kursachsens abzuwenden. Der König ernannte Fritsch daraufhin im April 1762 von Warschau aus zum Präsidenten der Restaurationskommission, die umfassende Gutachten und Empfehlungen für den Wiederaufbau Kursachsens erarbeiten sollte.
Die Restaurationskommission war vom 30. April 1762 bis zum 5. August 1763 tätig. Sie fertigte insgesamt 34 Gutachten, zu denen noch verschiedene Denkschriften Fritschs traten. Fritsch bewährte sich als Kommissionspräsident derart, dass König und Premierminister ihn auch zum kursächsischen Unterhändler für die mit Preußen zu führenden Friedensverhandlungen ernannten. Als sächsischer Bevollmächtigter unterzeichnete Fritsch am 15. Februar 1763 den Frieden von Hubertusburg.

### Wegbereiter des Sächsischen Rétablissements
Ein dreiviertel Jahr später, am 19. November 1763, erstattete die Restaurationskommission ihren Abschlussbericht. Die Empfehlungen der Kommission beschränkten sich nicht darauf, die Beseitigung von Kriegsschäden zu ermöglichen. Vielmehr hatte die Kommission eine Art Generalplan erarbeitet, der für die gesamte Außen-, Innen- und Wirtschaftspolitik Sachsens bis zur Mitte des 19. Jahrhunderts von grundlegender Bedeutung sein sollte. Fritsch wurde noch im gleichen Jahr von Kurfürst Friedrich Christian zum Konferenzminister im Geheimen Konsilium (der höchsten Regierungsbehörde nach dem Kabinett) mit Zuständigkeit für das Departement der Kammer-, Kommerz-, Münz- und Grenzsachen (vergleichbar in etwa einem heutigen Wirtschaftsministerium) ernannt.
Zusammen mit seinen Vertrauten, Friedrich Ludwig von Wurmb (1723–1800) und Christian Gotthelf von Gutschmid, wurde Fritsch fortan zum Wegbereiter eines umfassenden Wiederaufbauwerks, das von Staats- und Verwaltungsreformen begleitet wurde und als Sächsisches Rétablissement in die Geschichte eingegangen ist. Das Rétablissement führte zu einer raschen Wiederbelebung des Landes und seiner Wirtschaft.
Die sächsischen Prämientaler mit denen eine Zeitenwende erfolgte, sind auf Vorschlag des um Sachsen besonders verdienten Konferenzministers Tomas von Fritsch geschaffen worden.
Insbesondere folgten die kursächsischen Herrscher dabei auch den außenpolitischen Maximen, die Fritsch 1765 auch in seinem politischen Testament niedergelegt hatte: Um den Wiederaufbau und die wirtschaftliche Erholung Kursachsens nicht zu gefährden, solle der Kurfürst zumindest vorerst auf die Verbindung mit Polen verzichten. Andernfalls bestehe die Gefahr, aufs Neue in außenpolitische Auseinandersetzungen mit den sächsisch-polnischen Nachbarmächten Österreich und Preußen zu geraten. Im Oktober 1765 erklärte denn auch Administrator Prinz Xaver für den unmündigen Kurfürsten den Verzicht auf die polnische Königskrone, und aus den gleichen Überlegungen heraus lehnte Kurfürst Friedrich August III. noch 1791 die ihm erneut angetragene polnische Krone ab.

### Persönliches
Fritsch heiratete in Leipzig 1728 Johanna Sophia Winckler von Dölitz (1710–1777), eine Tochter des Kaufmanns Christoph Winckler von Dölitz (1683–1735). Das Paar hatte fünf Söhne und drei Töchter:
- Johanna Charlotte (1729–1804) ⚭ Johann Daniel Karl von Lohse (1731–1779)
- Margaretha Henriette (* 9. März 1730; † 2. Juli 1792) ⚭ 1748 Ferdinand Ludwig von Saul auf Scherau (1711–1766)
- Jakob Friedrich (* 22. März 1731; † 13. Januar 1814) ⚭ Johanna Sophia von Haeseler (* 29. September 1735; † 14. Oktober 1830)
- Heinrich Leopold (* 17. April 1732; † 22. September 1813), kursächsischer Major, unverheiratet.
- Carl Abraham (1734–1812), kursächsischer Kanzler ⚭ 1768 Charlotte Freiin von Gartenberg-Sadogarska (* 7. Oktober 1752; † 10. März 1828)
- Wilhelm Adolph (* 13. Mai 1736; † 24. Juni 1817) ⚭ 1778 Amalie Freiin von Lyncker (* 22. Juli 1756; † 28. April 1811)
- Erdmuthe Caroline (* 19. August 1737; † 6. September 1803) ⚭ Alexander von Schönberg auf Lohse (* 16. Dezember 1724; † 19. April 1801)
- Johann August (*/† 1738)

Seit 1729 lebte die Familie hauptsächlich auf dem Rittergut Seerhausen bei Riesa; später erwarb Fritsch noch das Rittergut Zschochau sowie das Gut Mautitz. Durch ein Diplom Kaisers Karl VI. vom 30. März 1730 wurde er in den Adelsstand und 1742 in den Freiherrenstand erhoben. Er starb am 1. Dezember 1775 in Dresden. Schloss und Park Seerhausen verblieben bis 1945 im Besitz der Familie Fritsch. Das Schloss wurde 1949 jedoch gesprengt. Ein Förderverein widmet sich seit 2004 der Sanierung des Schlossparks.

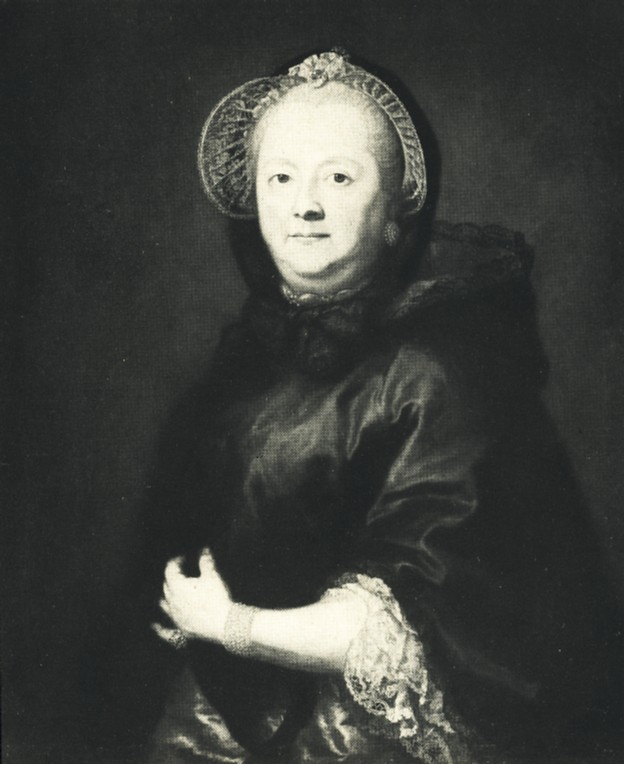
Johanna Sophie von Fritsch; Gemälde von Anton Graff, 1770. Ehefrau
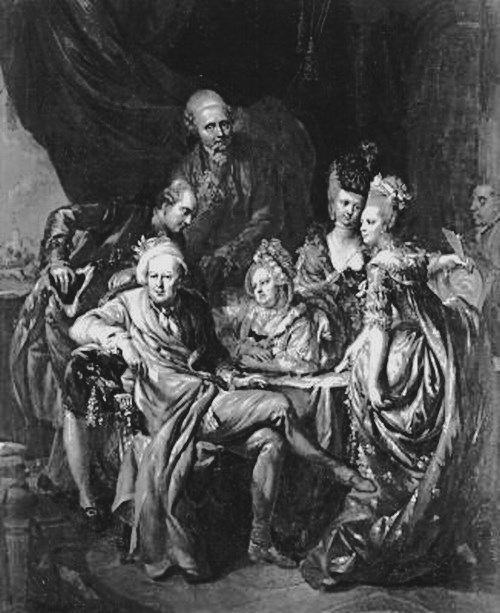
J. E. Zeissig: Thomas v. Fritsch (unten links), Ehefrau Sophia (Mitte), Schwiegertochter Charlotte (rechts), Sohn Carl Abraham (Bildmitte links), Tochter Margaretha – Witwe des Ferdinand Ludwig von Saul (2. v. rechts), 1773.
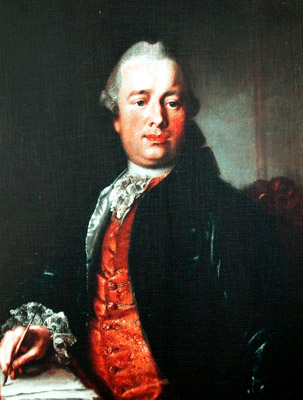
Jakob Friedrich von Fritsch (* 22. März 1731 in Dresden; † 13. Januar 1814 in Weimar). Ältester Sohn
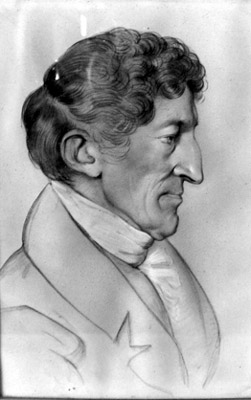
Karl Wilhelm von Fritsch (* 16. Juli 1769 in Weimar; † 16. Oktober 1851 ebenda). Enkel

## Schriften (anonym)
- Zufällige Betrachtungen in der Einsamkeit. Leipzig 1761. Digitalisat. Dritte, verbesserte Auflage 1763. Digitalisat.
- Zufällige Betrachtungen in der Einsamkeit. Zwote Sammlung. Leipzig 1762. Digitalisat.
- Zufällige Betrachtungen in der Einsamkeit. Dritte Sammlung. Leipzig 1763. Digitalisat.